# Мерсі Ван Дасен
Мерсі Ван Дасен (англ. Marcie Van Dusen; нар. 25 червня 1982) — американська борчиня вільного стилю, срібна призерка Панамериканського чемпіонату, срібна призерка Панамериканських ігор, бронзова призерка Кубку світу, учасниця Олімпійських ігор.

## Життєпис
Боротьбою почала займатися з 1997 року. У 1998 році стала бронзовою призеркою чемпіонату світу серед кадетів. Наступного року на цих же змаганнях знову здобула бронзову медаль.
Виступала за борцівський клуб «Sunkist Kids» зі Скоттсдейла — передмістя Фінікса. Тренер — Террі Штайнер (з 2004).

## Спортивні результати на міжнародних змаганнях

### Виступи на Олімпіадах
| Змагання                    | Збірна | Вагова категорія          | Місце |
| --------------------------- | ------ | ------------------------- | ----- |
| Літні Олімпійські ігри 2008 | США    | жіноча боротьба, до 55 кг | 9     |

### Виступи на Чемпіонатах світу
| Змагання                        | Збірна | Вагова категорія          | Місце |
| ------------------------------- | ------ | ------------------------- | ----- |
| Чемпіонат світу з боротьби 2007 | США    | жіноча боротьба, до 55 кг | 10    |

### Виступи на Панамериканських чемпіонатах
| Змагання                                   | Збірна | Вагова категорія          | Місце  |
| ------------------------------------------ | ------ | ------------------------- | ------ |
| Панамериканський чемпіонат з боротьби 2008 | США    | жіноча боротьба, до 55 кг | Срібло |

### Виступи на Панамериканських іграх
| Змагання                  | Збірна | Вагова категорія          | Місце  |
| ------------------------- | ------ | ------------------------- | ------ |
| Панамериканські ігри 2007 | США    | жіноча боротьба, до 55 кг | Срібло |

### Виступи на Кубках світу
| Змагання                    | Збірна | Вагова категорія          | Місце  |
| --------------------------- | ------ | ------------------------- | ------ |
| Кубок світу з боротьби 2007 | США    | жіноча боротьба, до 55 кг | Бронза |

### Виступи на інших змаганнях
| Змагання                                                       | Збірна | Вагова категорія          | Місце  |
| -------------------------------------------------------------- | ------ | ------------------------- | ------ |
| Міжнародний меморіал Дейва Шульца 2003                         | США    | жіноча боротьба, до 55 кг | 4      |
| Manitoba Open 2004                                             | США    | жіноча боротьба, до 55 кг | 4      |
| Чемпіонат світу з боротьби серед студентів 2004                | США    | жіноча боротьба, до 59 кг | Золото |
| Чемпіонат світу з боротьби серед студентів 2005                | США    | жіноча боротьба, до 55 кг | Бронза |
| Міжнародний меморіал Дейва Шульца 2006                         | США    | жіноча боротьба, до 55 кг | Срібло |
| Міжнародний меморіал Дейва Шульца 2007                         | США    | жіноча боротьба, до 55 кг | Золото |
| Олімпійський кваліфікаційний турнір з боротьби 2008 (Едмонтон) | США    | жіноча боротьба, до 55 кг | Срібло |

### Виступи на змаганнях молодших вікових груп
| Змагання                                      | Збірна | Вагова категорія          | Місце  |
| --------------------------------------------- | ------ | ------------------------- | ------ |
| Чемпіонат світу з боротьби серед кадетів 1998 | США    | жіноча боротьба, до 56 кг | Бронза |
| Чемпіонат світу з боротьби серед кадетів 1999 | США    | жіноча боротьба, до 56 кг | Бронза |